# Flower Bud
Flower Bud è il secondo EP del girl group sudcoreano GFriend, pubblicato nel 2015.

## Tracce
1. Intro (Flower Bud) – 1:19
2. Me Gustas Tu (오늘부터 우리는?, Oneulbuteo UrineunLR, lit. Today We Are) – 3:40
3. Under the Sky (하늘 아래서?, Haneul AraeseoLR) – 4:10
4. One – 3:14
5. My Buddy (기억해?, GioekhaeLR, lit. Remember) – 3:33
6. Me Gustas Tu (Instrumental) – 3:40

## Classifiche
| Classifica (2015) | Posizione massima |
| ----------------- | ----------------- |
| Corea del Sud     | 6                 |